# Maria da Fé

Maria da Fé este un oraș în Minas Gerais (MG), Brazilia.